# أحمد الشريعان
أحمد نصار الشريعان الظفيري، من مواليد (1937)، نائب سابق في مجلس الأمة الكويتي.

## نبذة مختصرة
أحمد نصار مطلق الشريعان الظفيري ولد بالكويت لعام 1937، حاصل على دبلوم عسكري وعمل في الجيش الكويتي برتبة مقدم ركن. 

## أبرز مواقفه في مجلس الأمة
| مجلس الأمة الكويتي 1985 الي 2002                    | مجلس الأمة الكويتي 1985 الي 2002 |
| الموضوع                                             | الموقف                           |
| --------------------------------------------------- | -------------------------------- |
| الكتلة                                              | مستقل                            |
| استجواب سلمان الدعيج 1985                           | لا موقف                          |
| تعديل المادة الاولى من قانون المحكمة الدستورية 1986 | موافق                            |
| قانون حق الانتخاب للمتجنسين 1986                    | ممتنع                            |
| الاستجوابات 1986                                    | مقدم الاستجواب لوزير التربية     |
| الحركة الدستورية (32 نواب سابقين) 1989              | انضم للكتلة                      |
| طرح الثقة بالربعي 1995                              | مؤيد طرح الثقة و طلب الصوت       |
| حقوق المرأة السياسة 1999                            | غير موافق                        |
| طرح الثقة بالوزير عادل الصبيح 2000                  | مؤيد طرح الثقة                   |
| طرح الثقة بشرار 2003                                | مؤيد طرح الثقة                   |
| الكتلة البرلمانية 2003                              | التكتل الشعبي                    |
| طرح الثقة بالابراهيم 2002                           | مؤيد طرح الثقة                   |

## انتخابات مجلس الأمة
| الانتخابات    | الدائرة الانتخابية  | المركز        | عدد الأصوات | النتيجة |
| ------------- | ------------------- | ------------- | ----------- | ------- |
| انتخابات 1985 | الدائرة التاسعة عشر | المركز الثاني | 653 صوت     | فاز     |
| انتخابات 1992 | الدائرة التاسعة عشر | المركز الثاني | 757 صوت     | فاز     |
| انتخابات 1996 | الدائرة التاسعة عشر | المركز الرابع | 742 صوت     | خسر     |
| انتخابات 1999 | الدائرة التاسعة عشر | المركز الثاني | 1028 صوت    | فاز     |
| انتخابات 2003 | الدائرة السابعة عشر | المركز الثامن | 382 صوت     | خسر     |
| انتخابات 2006 | الدائرة التاسعة عشر | المركز السابع | 1352 صوت    | خسر     |
| انتخابات 2008 | الدائرة الرابعة     | المركز السادس | 4459 صوت    | خسر     |